# Pintura de los letrados

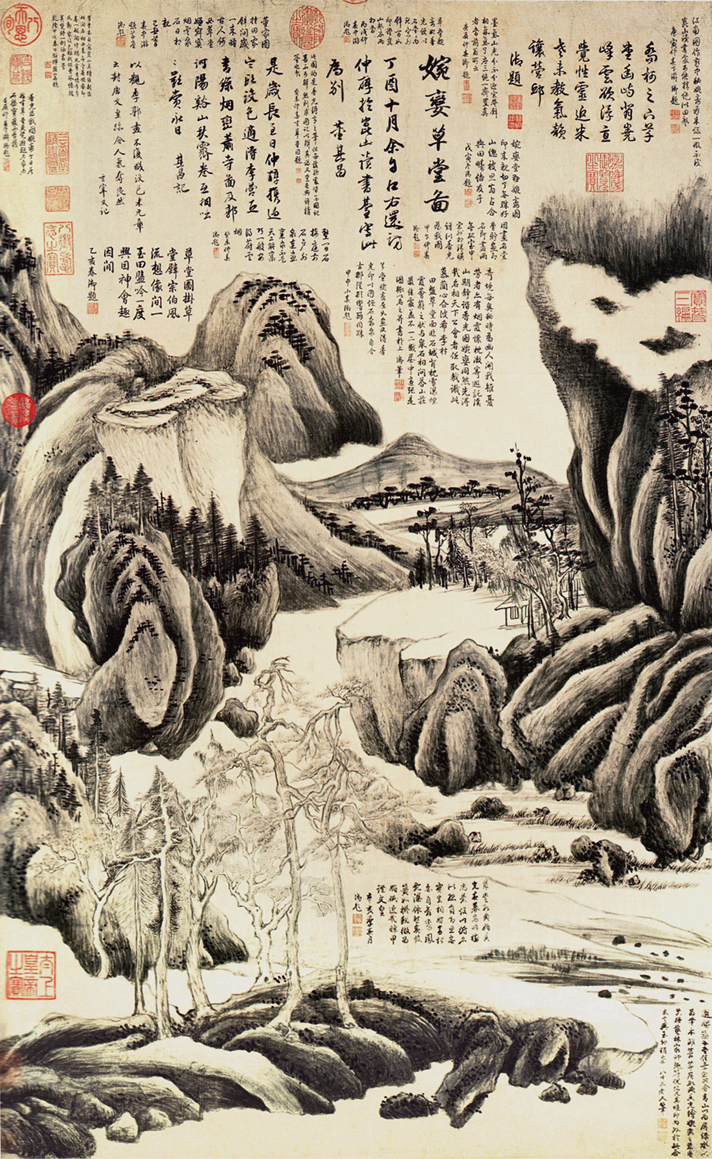
Dong Qichang : Cabaña en Wanluan (婉娈草堂图). 1597. Rollo vertical, tinta y colores ligeros sobre papel. Taipéi: Colección privada.

La pintura de los letrados (chino simplificado : 文人画 ; chino tradicional : 文人畫 ; pinyin : wénrénhuà), o pintura literati según la terminología anglosajona, es un estilo de pintura muy antiguo en China, pero que se estabiliza a partir del final de la dinastía Yuan (1280-1368), para encontrar su forma clásica con el letrado artista Dong Qichang (1555-1636), bajo el nombre de Escuela del Sur (南宗画 / 南宗畫, nánzōnghuà). La pintura literati fue adoptada luego en Japón, bajo el nombre de Bunjin-ga o Nanga.

## La noción de arte y las mutaciones de la cultura china
En la China Antigua, la noción más cercana de nuestra noción de « arte » (a saber 艺, yì, que corresponde a nuestras antiguas artes liberales) se aplicaba a la etiqueta (o los ritos), la música, el tiro al arco, la conducción de los carros y las prácticas de escritura. Sin embargo, las distinciones no eran radicales cuando el artífice resulta artista y cuando el lettré que apreciaba este trabajo « naturalista » y detallado ha producido también con el mismo espíritu. Para un erudito, la práctica artística no es nunca una distracción. El estudio y la copia de pinturas o de caligrafías poéticas o el hecho de interpretar una antigua obra musical, es una fuente de enriquecimiento en contacto con personalidades muertas o vivas. La actividad artística es reivindicada por los letradps como un acto de pensamiento, entendido como emoción y razonamiento.
Los valores positivos que caracterizan las obras de los artistas profesionales tienen que ser tomadas en consideración también, en el marco general del arte chino desde el punto de vista actual. Mientras que la tradición china se había desarrollado a lo largo de los siglos por acumulación y profundización de experiencias, la caída del imperio a principios del siglo XX produce una ruptura radical y la apertura a las culturas occidentales, con lo cual las nociones modernas necesitaban la invención de nuevos conceptos y un vocabulario renovado. Para los artistas contemporáneos, el arte chino actual (yishu), está basado en el conocimiento del arte a escalera global, donde el modelo cultural propuesto por el sistema artístico occidental sirve de referencia.

## Los «letrados» chinos, sus formaciones y sus funciones
Los « eruditos » no eran los únicos artistas en la antigua China ni su actividad principal era el arte. Eran diplomados que se preparaban para ser funcionarios al servicio del estado, pero que no necesariamente acaban obteniendo una plaza. No constituían tampoco un grupo unitario: mientras que algunos eran de origen aristocrático, otros venían de medios más o menos populares, muchos, a partir de los Song, terratenientes rurales. El pensamiento de Confucio, y su convencimiento de que el hombre puede perfeccionarse y elevarse como « hombre de saber » a la altura del príncipe, fue transmitido por la Escuela de los Letrados (en un principio constituida únicamente de aristócratas cultivados) y debió atravesar las pruebas que le fueron impuestas por la dinastíe Qin para ser finalmente puesto en práctica. El reclutamiento de funcionarios sobre la base de un diploma y no debido al nacimiento se instauró por parte del emperador Woudi de los Han, en 124 a. C., con el fin de tomar cuenta el valor real desarrollado por los estudios y sancionada por exámenes, lo que permitía contratar funcionarios en el seno de estos eruditos sin hacer distinción sobre su origen social. Bajo los Tang se puso en pie un complejo sistema de exámenes (verdaderas oposiciones) con el fin de adaptarlos por adelantado a las múltiples funciones que podían serles encomendadas.
Si en principio todos servían una misma causa, el poder imperial, los opositores al poder, sobre todo a partir de los Yuan en particular, podían excluirse retirándose. Se convertían así en 移民, yímín, « sujetos emigrados », leales a la civilización derrotada. La jerarquía administrativa reproducía entre los letrados las jerarquías que fragmentaban el resto de la sociedad. Si todos habían pasado exámenes para ser miembros de la administración impériale, eran contratados a diferentes niveles de responsabilidad. Aprobar los exámenes daba el acceso a un nivel y a una categoría de responsabilidad, atribuyéndose la plaza posteriormente, con lo que había eruditos sin trabajo. Por otra parte el éxito a los exámenes no estaba asegurado y podían pasar años hasta conseguir pasar al nivel superior. Algunos terminaban su existencia como meros maestros rurales, si bien a veces eran sostenidos por su pueblo o un grupo en una ciudad mediana y podían llegar al más alto escalafón de la administración. El ascenseur social existía ya en los primeros tiempos, bajo los Tang, pero lo que aparecía como un privilegio fue acaparado rápidamente por familias enteras, y se utilizaban todos los medios para hacer medrar a los jóvenes en su carrera. El hecho de que un joven letrado hubiera obtenido una excelente formación al tiempo que podía quedarse sin trabajo administrativo, provocó que muchos, sobre todo a partir de los Ming, monetarizaran su talento de pintor o de escritor público. 
La cultura literaria de las lettrés estaba orientada por sus estudios, cuadrados por los programas, ellos mismos definidos por una ideología: la voluntad imperial, desde la dinastía Han, de mantenerse al poder. Nombrados en una plaza correspondiente a su nivel de responsabilidad, eran formados in situ por el colega precedente en la plaza en cuestión. Todos se quejaban de su condición y se retiraban más o menos rápidamente, una vez hecha fortuna. Luego mucho completaban su cultura literaria o artística por su propia iniciativa .

## Las categorías de pintores en China
Desde los orígenes y bajo los Tang, los pintores son profesionales, artesanos, frailes pintores o a veces miembros de la aristocracia, practicando "casi como" un artesano. Producen pinturas para las necesidades del imperio, para el aristocracia (y la necesidad social de los obsequios) y para los rituales, entre otros objetos que consideramos en Occidente como arte y que tenían entonces funciones diversas. El estilo que caracteriza esta pintura es una aventajada precisión del pincel, que tiene como objetivo "la semejanza" exacta y nombrable del mundo visible o invisible y de los numerosos detalles juzgados esenciales. Esta pintura está realizada con trazo de tinta negra, se apoya cuando es necesario sobre estudios sobre naturaleza (para los pájaros, los caballos…) y sobre dibujos calculados para la arquitectura (en este caso trazados con regla), a veces con colores vivos, puntuales o en anchos efectos rítmicos integrados en la composición y en el sentido de la imagen. Los pintores profesionales continuaron produciendo una pintura estimada entre la población china para sus cualidades decorativAs, conmemorativas (los retratos) pero también por las escenas anecdóticas llenas de vida y las pinturas érotiques.
La Academia: Al principio de la dinastía Tang, pintores profesionales, frailes pintores y pintores profesionales letrados fueron reagrupados, en tanto que artistas de la Corte, en diversas organizaciones que se corresponden a academias de pintura. El estilo practicado en esta academia es, en muchos aspectos, muy cercano de las prácticas de los pintores profesionales, pero cada pintura se nutre de cultura clásica y de cultura artística. La Academia oficial fue establecida en Bianling (hoy Kaifeng) por los Song del Norte y después reubicada en Hangzhou, bajo las Song del Sur. Esta institución se mantuvo hasta los últimos momentos de la dinastía Qing.
A este grupo se añade, en el siglo X , el pintor letrado o erudito que se impuso progresivamente como la figura esencial del mundo del arte. Pintor aficionado en sus horas libres, se distinguía por su dominio, corporal y mental, de la calligraphie, de la tinta negra, del agua (sus modulaciones en la tinta) y del pincel (con todos los ángulos de ataque del apoyo, todos los efectos de puntuaciones posibles) que debía, como para la poesía caligrafiada, reflejar la personalidad del pintor y en donde el color era, en principio, accesorio y hoy muy poco visible a menudo. Estos amateurs reivindicaban su independencia y la gratuidad de su práctica artística. Sin embargo, parece que estos bellos principios escondían sutiles prácticas sociales en las que los regalos, los intercambios, formaban parte de un conjunto de vínculos que aseguraban la solidaridad de las redes de contactos y permitía acceder a ciertos favores. Finalmente, a partir de la época Yuan, numeroso eruditos se vieron obligados a vivir del comercio de su pintura. Se hicieron especialistas en pintura de flores y de pájaros, de insectos y otros animales, uno de los géneros practicados por los pintores de la Academia, aun conservando el espíritu de la pintura de erudito. 
Con el final del imperio cesó la selección de letrados. Un nuevo tipo de artista-intelectual, innovador a efectos técnicos y artísticos, vio la luz desde los primeros momentos del arte chino moderno.

## La pintura: práctica social del erudito

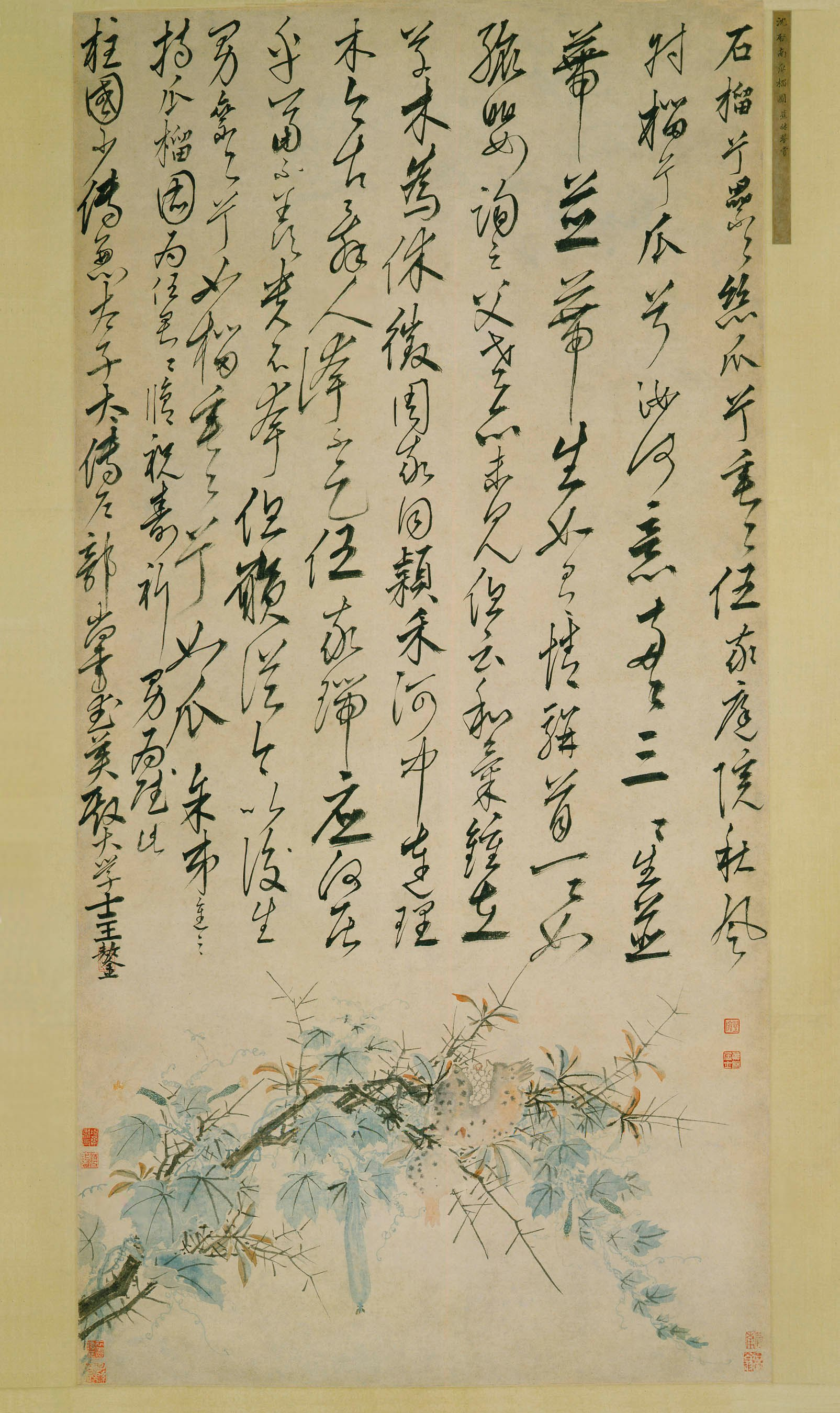
Oda a la granada y a la viña virgen, Shen Zhou (pintura) y Wang Ao (poesía), 1506-09, hoja de álbum, tinta y colores, papel. Detroit Institute of Arts.

La pintura es un testigo de las prácticas sociales de los letrados. Durante su tiempo libre, con ocasión de un desplazamiento o porque están exiliados o retirados, los letrados buscan encuentros, en pequeños grupos. Durante estas reuniones, buscar la opinión de otros sobre los tesoros de su colección o conversar sobre el valor relativo de las estelas que se pueden estudiar en el pueblo son signos que permiten reconocer a un aficionado de calidad. A veces se procede a intercambios y a menudo se realiza una obra en común que, a menudo, pone en escena a los protagonistas de esta reunión y un momento de la acción que han apreciado. En este caso, uno se cargará de la pintura, que estará datada y a veces comentada por el pintor, los demás compondrán poemas o comentarios bajo forma de colofones, y cada uno fija su firma. Así, sobre un rollo portátil, horizontal, los amigos del pintor pueden realizar el título que está inscrito en grandes caracteres sobre una hoja y que precede la pintura, mientras que los poemas, prefacio y postfacio y los comentarios se ponen después de la pintura, sobre folios separados, montados juntos. En el caso de un rollo vertical. los comentarios y dedicatorias se ponen en espacios dejados libres en la pintura. Cuando se realiza un álbum en común, el grupo de amigos es más reducido mporque el formato no permitiría acoger un gran número de escritos. En todas estas ocasiones, la pintura atestigua de un real arte de vivir.
Estas realizaciones en común no constituyen lo esencial de la pintura de letrado pero se han conservado un gran número. Por otra parte, los diferentes propietarios de importancia a menudo fijaron un comentario sobre la pintura, con su sello, lo que demuestra intercambios entre eruditos.

## Los «letrados» chinos, Sus prácticas artísticas y su vida espiritual
Los hombres de letras podían practicar, en ocasiones, una o varias artes: poesía, novela (a veces satírica), composición o interpretación musical, caligrafía y pintura. Sería simple si se pudiera hacer la distinción entre, por una parte, la pintura de aquellos letrados que eran funcionarios en activo o retirados (en ocasiones, "retirados" por oposición al poder) y cuyas pinturas sirven de regalo, y por otro lado, la pintura de profesionales (a menudo también letrados, pero que han escogido de apartarse del poder), cuyas obras son objeto de un comercio o de un encargo específico en la Academia imperial. Sin embargo, la realidad fue siempre compleja desde un principio. A partir de los Yuan, algunos letrados dimitidos, por oposición al régimen, o destituidos, por haber disgustado al régimen,  sin recursos y retirados antes de haber hecho fortuna, se ven obligados a vivir de su pintura. Qian Xuan se convirtió así en pintor de « flores y pájaros ». Retirarse a un monasterio, mientras se continua pintando, puede ser otra solución. Sirvan como ejemplo los pintores Song . El pintor Li Di es un remombrado pintor profesional de « flores y pájaros », contratado en la Academia de las Song del Sur. Zhang Zeduan es un pintor letrado, no especializado, cuyas cualidades de realismo se manifiestan en el encargo imperial titulado: Paseo por la ribera del río…. La pintura de Wang Ximeng, Mil lirios de ríos y montañas, que se inscribe en el estilo arcaizante en voga en la corte de Huizong, pertenece a este tipo de encargo. Wang Ximeng, formado por Huizong, atestigua la voluntad imperial bajo los Huizong de elevar el nivel cultural exigido a los artistas de la Academia, en particular el conocimiento de los maestros antiguos, en este caso la pintura de paisaje azul y verde de los Tang. También se recurría a artistas remunerados, especializados o no, para las imágenes rituales, entre ellas las imágenes budistas o taoístas. Es el caso de Liang Kai, que se habría retirado a un monasterio. Con respecto a Fan Kuan, taoísta retirado a las montañas y, más tarde, Xu Daoning, hombre de letras retirado y excéntrico, ambos encarnan las cualidades del artista atípico, con una fuerte carga intelectual y poética. 
Un muy célebre retrato (datado a finales de la época de los Song de Norte, primer cuarto del siglo XII; esta datación está discutida actualmente: Song del Sur,? ) representa a un letrado, pincel en mano y con la mirada perdida en una profunda meditación. Un servidor se apresta a servirle té (o alcohol). Está representado a la izquierda en tres cuartos, sentado ante una pantalla pintada que representa parejas de patos en la ribera de un río. A esta pantalla está enganchado un rollo vertical que representa al mismo hombre representado también en tres cuartos, pero a la derecha. Este tipo de retrato "en abyme", realizado por un pintor profesional, es emblemático de la cultivada sofisticación que distingue el letrado de los pintores profesionales.
Los instruidos ponían el más exquisito cuidado en rodearse de objetos emblemáticos de su progresión espiritual, intelectual y artística. Para conservar sus "tesoros", sus colecciones personales de pinturas y de otros objetos, los letrados a menudo se hacían construir, desde la época Song, un pabellón (Baohui tang) a donde les gustaba retirarse cuando sus obligaciones administrativas se lo permitían.

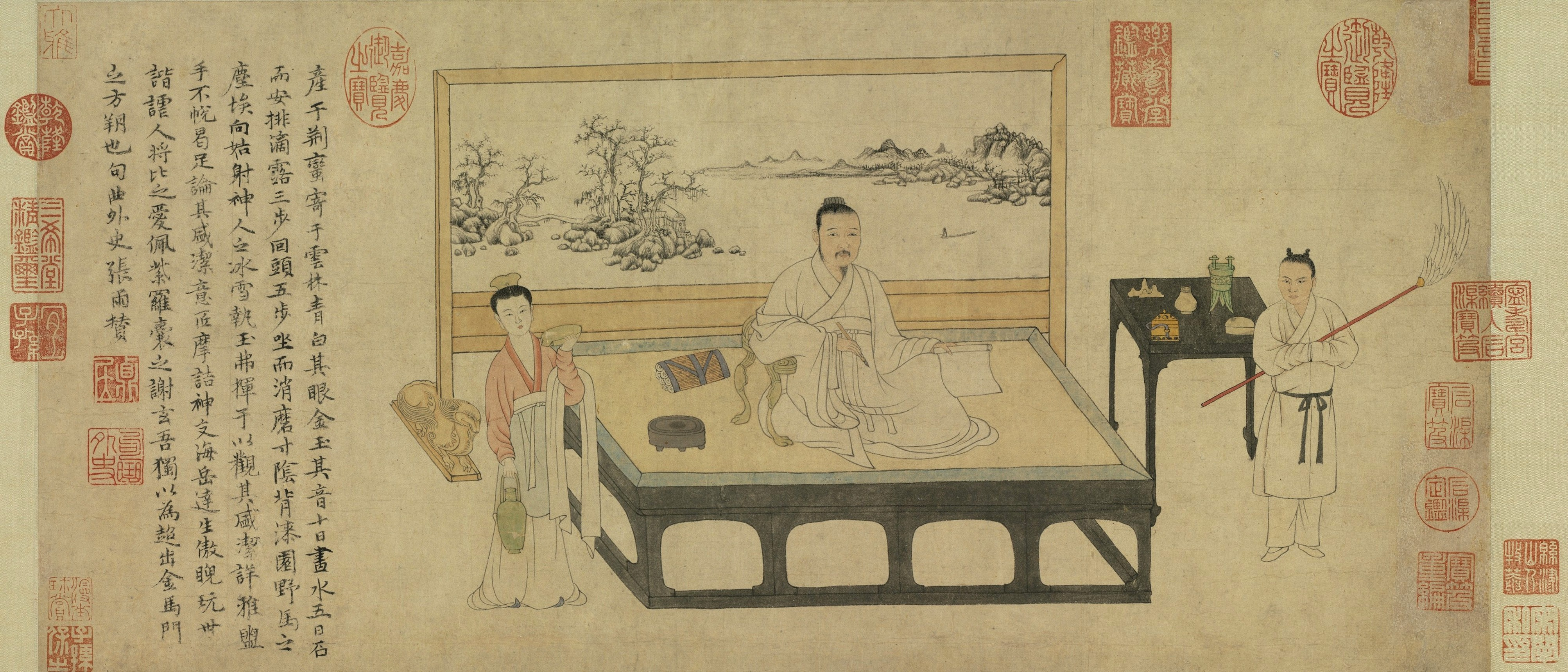
Retrato de Ni Zan (1301-1374), letrado retirado. Rollo portátil, ca.1340.

Se debe señalar que, bajo los Song, se profundiza la distinción entre, por un lado, la Academia y los pintores profesionales que trabajan para la Corte, los templos y los monasterios, y, por otro lado, en el seno de la élite letrada, los que practicaban la caligrafía y la pintura. Los pintores de la Academia controlada por el Emperador, constituida principalmente por pintores profesionales y remunerados (a menudo letrados), trabajaban generalmente en el marco de talleres familiares, siendo transmitida la profesión de padre a hijo. Eran experimentados y se preocupaban de agradar poniendo en valor sus competencias. Por otra parte, los letrados en activo o retirados, pintores aficionados respetados, tenían el dominio expresivo y poético de la tinta como calígrafos; la economía de medios de sus técnicas, por contraste con los « profesionales », confería prestigio a su pintura. Como dijo François Cheng, para estos letrados pintores no profesionales, "El Trazo trazado es realmente la unión entre el hombre y lo sobrenatural. […] El Trazo es a la vez el Soplo, el Yin-Yang, el Cielo-Tierra, los Diezmil seres, encargándose del ritmo y de las pulsiones secretas del hombre».  El ideal de espontaneidad en este Trazo, tanto en la pintura como en la caligrafía, no dejaba de entrar en conflicto con normas limitadoras y cada vez más fijadas de las cualeslos artistas eran muy conscientes.
Por lo demás, es significativo que las escasas hojas de estudio (fenben) que subsisten pertenezcan únicamente a pinturas de profesionales o de pintores anteriores a la distinción entre profesionales y pintores letrados. Esta práctica parece efectivamente poco compatible con el ideal de espontaneidad de los letrados. Sin embargo, la rareza de estas hojas permite pensar que, salvo excepciones, fueron destruidas de manera sistemática y que su ausencia no permite pues excluir su uso, en particular para composiciones de gran tamaño.

## La Escuela del Sur (China)

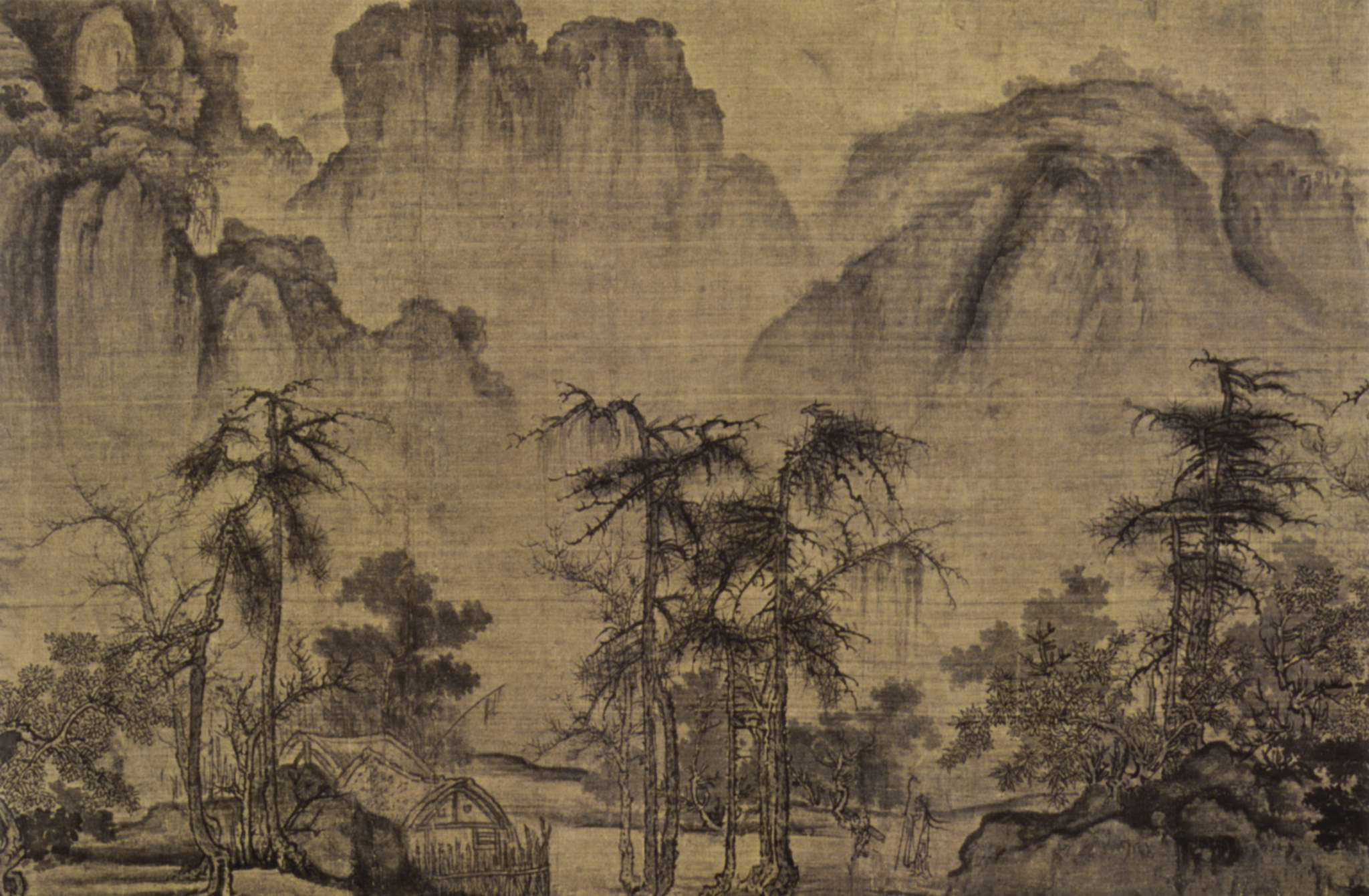
Pinturas de China de la dinastía Song (1072).

La Escuela del Sur, según el crítico Dong Qichang (y desde él toda la crítica china hasta el final del siglo XX), es un género de pintura china que reagrupaba una forma de pintura y a artistas que se oponían a la Escuela de Norte, considerada como más formal (más atada a la forma que al espíritu de la obra).
Cuando pintores profesionales de enfoque muy formal fueron denominados « Escuela de Norte », funcionarios eruditos, que eran pintores aficionados y que estaban retirados del mundo profesional o que todavía nunca habían formado parte de él, constituyeron entonces la Escuela del Sur.
La Escuela del Sur nunca ha sido una escuela de pintura propiamente hablando, con un maestro único y unos alumnos que trabajaban en un taller preciso. De hecho, se trata más bien de un término general que recubre un largo periodo que remonta a tiempos lejanos en la historia de China, periodo durante el cual existió un modo de vida y la actitud de espíritu de los literati, así como el estilo de pintura que les está asociado. El término "Escuela del Sur", fue creado por el letrado artista Dong Qichang (1555-1636), que tomó prestado el concepto al Budismo Ch'an (Zen), el cual tenía igualmente una Escuela del Norte y una Escuela del Sur.
En general, los pintores de la denominada  "Escuela del Sur" trabajaban" con tinta China, utilizada sola, para producir pinturas monócromas. La expresividad de la pincelada y una aproximación más impressionniste que en el enfoque más formal, más atento al detalle y a la utilización del color que la "Escuela de Norte", preocupada, ésta, por recurrir al refinamiento de los métodos de los pintores profesionales. Dong Qichang defendía la noción de "vía ortodoxa" en materia de pintura, es decir,  la fusión entre la "tradición de Norte" y la "tradición del Sur", entre la manera de Dong Yuan y Juran por un lado y aquella de Li Cheng y Guo Xi por la otra; entre los estilos de los Song y de los Yuan, y entre los de los "cuatro maestros" del final de los Yuan: Huang Gongwang, Wu Zhen, Ni Zan y Wang Meng.
El tipo ideal de pintor erudito vivía solo en las montañas o en una región campestre retirada, no totalmente aislado sino en contacto estrecho con las bellezas de la naturaleza, bien lejos de las preocupaciones mundanas. En realidad, bajo los Song, la gran mayoría de los pintores letrados tenía un trabajo de funcionario o tenía el nivel cultural requerido; sin embargo, un gran número de eruditos se encontraron sin trabajo bajo los Yuan, por razones claramente políticas, habiendo sido apartados o habiéndose apartado deliberadamente ellos mismos de la administración de ocupación. Más tarde, sobre todo a partir de los Ming, los trabajos se hicieron más o menos hereditarios y un gran número de personas cultivadas no tenían acceso a la seguridad de estos puestos. Mucho de ellos tuvieron que vivir de su pintura, aunque su estilo se enmarcara plenamente en la "Escuela del Sur". 
Este erudito ideal amaba la cultura y practicaba, a menudo, las Cuatro Artes del erudito chino, recomendadas por el Confucianismo: la pintura, la caligrafía, la música y los deportes de habilidad y juegos de estrategia. Bien a menudo combinaba estos elementos en sus obras; por otra parte, se reunía con otros eruditos, algunos duchos en un arte en particular, para poner en común su interés por todas estas prácticas del cuerpo y del espíritu.

## Bunjin-ga (Japón)
A partir del siglo XVIII, la mentalidad de los eruditos chinos comenzó a ser adoptada por artistas japoneses, hasta desembocar en la pintura de letrados japonesa, el bunjin-ga. 
Como los letrados japoneses (文人, japonés: bunjin) tenían prohibición abandonar Japón y no tenían mucho acceso a los obras chinas originales o la oportunidad de encontrarse con letrados chinos, el modo de vida, la mentalidad y el arte cambiaron considerablemente en el paso de China a Japón. Además de por fuentes de inspiración puramente japonesas, estos bunjin no pudieron impregnarse de la influencia china más que a travers de libros de arte impresos por grabado sobre madera que se esforzaban por comunicar los ideales y los métodos de la Escuela del Sur.

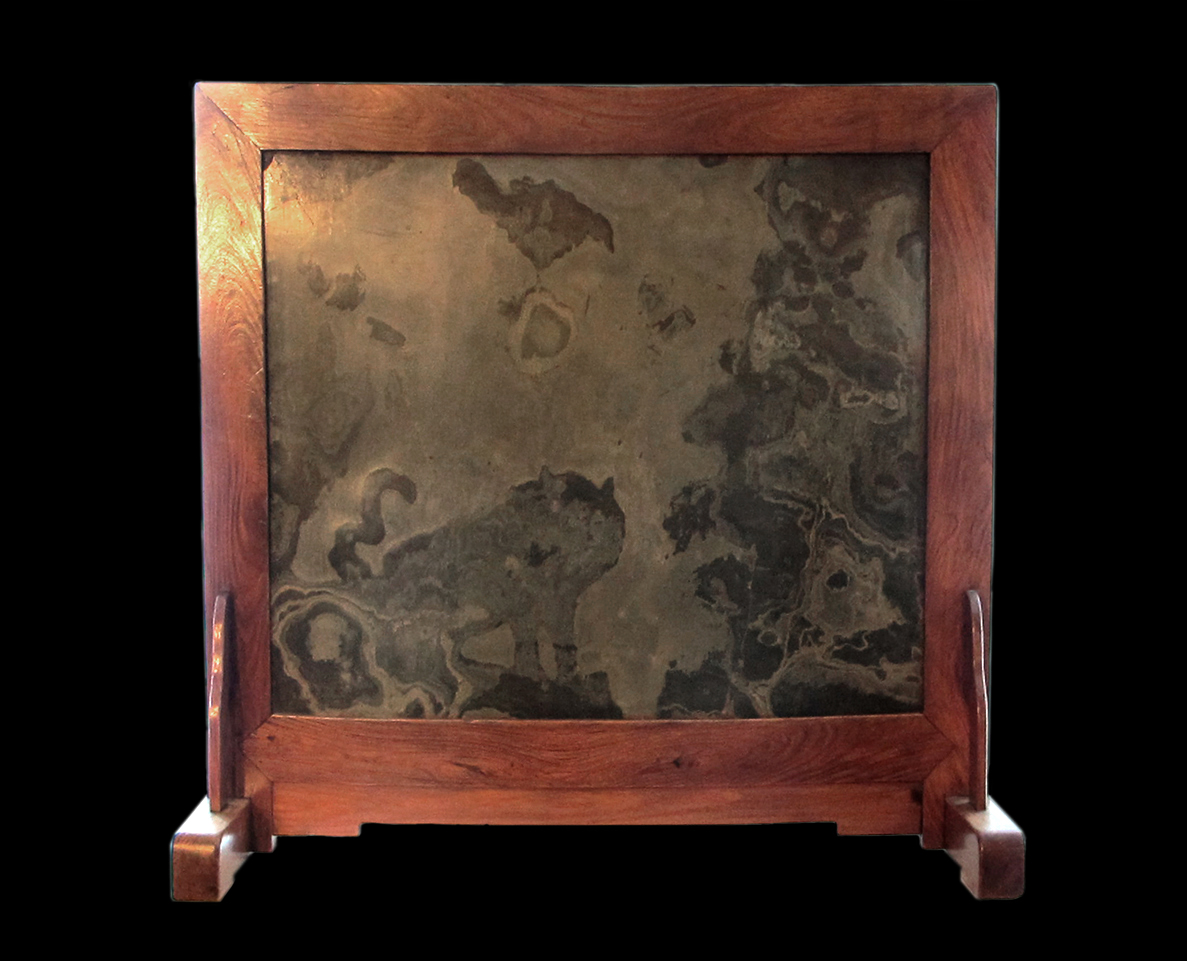
Pantalla de mesa anping de erudito chino. Madera de huanghuali y piedra verde lüshi. Finales XVI-comienzos XVII. 90x45x34 cm. Museo Guimet

## Objetos emblemáticos del erudito chino
Se han consagrado varias exposiciones a los objetos ("piedras extrañas" del lago Taihu, levantadas en sus jardines, piedras montadas en porta-pincelas  o en pantallas de despacho, y cetros ruyi en madera torcidos naturalmente, entre otros objetos escogidos con sus pinceles) de los cuales el letrado chino gustaba de rodearse.